# 養願寺
養願寺（ようがんじ）は、東京都品川区にある天台宗の寺院。

## 概要
1299年（正安元年）に開山されたといわれているが、詳細なことは不明である。寛文年間（1661年～1673年）に什慶が中興した。
当寺の本尊の虚空蔵菩薩が有名で「品川虚空蔵」と呼ばれている。家内安全と厄除のご利益があるとされた。かつては虚空蔵堂に安置していたが、現在は本堂に移されている。
毎月13日が縁日である。特に4月第2土日と11月第2土日は大祭とされており、虚空蔵菩薩像の開帳が行われている。

## 交通アクセス
- 新馬場駅北口より徒歩3分[4]（経路案内）